# Semiaphis moiwaensis
Semiaphis moiwaensis är en insektsart. Semiaphis moiwaensis ingår i släktet Semiaphis och familjen långrörsbladlöss. Inga underarter finns listade i Catalogue of Life.